# تراشه MRK
تراشه MRK؛ یک طرح تایید شده برای ساخت و توسعه اولین تراشه برای تولید نامحدود انرژی الکتریکی است که در سال 1400 هجری شمسی معرفی شد.این طرح اولین بار از سوی مهدی خدامرادی یک ایده پرداز جوان در سال ۹۹ معرفی شد.

### عملکرد تراشه MRK
در سال ۱۳۹۹ برای اولین بار یک رویکرد نواورانه با عنوان اولین تراشه تولید نامحدود انرژی الکتریکی معرفی شد؛عملکرد این تراشه برخلاف بسیاری از طرح های دیگر مشخص شد و با توجه به اطلاعاتی که از سوی خبرگزاری شرکت فروهر ارایه شد رویکردی جدید با فناوری علوم مواد و فیزیک کوانتوم روبرو بود.
بر اساس انچه که تاکنون مشخص شده است این تراشه با رویکرد تونل زنی کوانتومی و تمرکز بر شاخص حرکت الکترون ها کار میکند.